# Montils
Montils település Franciaországban, Charente-Maritime megyében. Lakosainak száma 871 fő (2022. január 1.). Montils Berneuil, Brives-sur-Charente, Chérac, Colombiers, Courcoury, La Jard, Pérignac, Rouffiac, Saint-Léger, Saint-Seurin-de-Palenne és Saint-Sever-de-Saintonge községekkel határos.

## Népesség
A település népességének változása:
| Lakosok száma | 647  | 617  | 644  | 721  | 827  | 835  | 853  | 869  | 879  | 871  |
|               | 1968 | 1982 | 1990 | 2006 | 2013 | 2015 | 2017 | 2019 | 2020 | 2022 |